# RS-734
De RS-734 is een regionale verbindingsweg in de deelstaat Rio Grande do Sul in het zuiden van Brazilië. De weg ligt in de gemeente Rio Grande en loopt vanaf de aansluiting op de BR-392 bij centrum naar Cassino. Halverwege heeft de weg een tweede aansluiting op de BR-392.
De weg heeft een lengte van 22,8 kilometer.
RS-241 · RS-518 · RS-602 · RS-630 · RS-634 · RS-640 · RS-699 · RS-734